# يوهان كارل فوغل
يوهان كارل فوغل (بالإنجليزية: Johann Carl Vogel)‏ هو فيزيائي جنوب أفريقي، ولد في 7 سبتمبر 1932 في بريتوريا في جنوب أفريقيا، وتوفي في 30 يناير 2012.